# متیو سونیر
متیو سونیر (انگلیسی: Matthieu Saunier؛ زادهٔ ۷ فوریهٔ ۱۹۹۰) بازیکن فوتبال اهل فرانسه است.
از باشگاه‌هایی که در آن بازی کرده‌است می‌توان به باشگاه فوتبال بوردو و باشگاه فوتبال تروا اشاره کرد.
وی همچنین در تیم‌های ملی فوتبال زیر ۱۷ سال فرانسه و زیر ۲۰ سال فرانسه بازی کرده‌است.